# بلاک (کمون)
بلاک (فرانسوی: Bellac‎; تلفظ فرانسوی: [bɛlak] () ; اکسیتان: Belac [beˈlak]) یک کمون در بخش اوت-وین در منطقه نوول-آکیتن در غرب فرانسه است.
ساکنان بلاک به نام بلاچون شناخته می‌شوند.
بلاک جایی است که نویسنده فرانسوی ژان ژیرودو، نویسنده L'Apollon de Bellac، در سال ۱۸۸۲ در آنجا متولد شد. خانه او به موزه تبدیل شده‌است.
بلاک از سال ۲۰۱۰ به نام دهکده ئی‌تاپ (Village étape) نامگذاری شده‌است. این مکان یک استراحتگاه سرسبز برای گذراندن تعطیلات، استراحتگاه گردشگری و شهر با ویژگی‌های خاص است.